# La Cort de Sent Pèire
La Cort de Sent Pèire (en francès Lacourt-Saint-Pierre) és un municipi francès situat al departament de Tarn i Garona i a la regió d'Occitània.

## Demografia
| 1962                                       | 1968 | 1975 | 1982 | 1990 | 1999 | 2006  |
| ------------------------------------------ | ---- | ---- | ---- | ---- | ---- | ----- |
| 486                                        | 561  | 583  | 665  | 782  | 870  | 1.005 |
| Des de 1962: població sense dobles comptes |      |      |      |      |      |       |

## Administració
| Període   | Identitat       | Partit |
| --------- | --------------- | ------ |
| 2001-2008 | Bernardette Bon |        |
| 2008-     | Denis Lopez     |        |